# Dharmavaram
Dharmavaram è una suddivisione dell'India, classificata come municipality, di 103.400 abitanti, situata nel distretto di Anantapur, nello stato federato dell'Andhra Pradesh. In base al numero di abitanti la città rientra nella classe I (da 100.000 persone in su).

## Geografia fisica
La città è situata a 14° 25' 60 N e 77° 43' 0 E e ha un'altitudine di nn m s.l.m.

## Società

### Evoluzione demografica
Al censimento del 2001 la popolazione di Dharmavaram assommava a 103.400 persone, delle quali 52.799 maschi e 50.601 femmine. I bambini di età inferiore o uguale ai sei anni assommavano a 13.205, dei quali 6.774 maschi e 6.431 femmine. Infine, coloro che erano in grado di saper almeno leggere e scrivere erano 57.425, dei quali 34.398 maschi e 23.027 femmine.